# Exit International
Exit International is een non-profitorganisatie die als doel heeft het recht op sterven als een mensenrecht te erkennen. Zij draagt de visie uit dat het voor elke wilsbekwame volwassene mogelijk moet zijn om op het moment van zijn of haar keuze met behulp van betrouwbare middelen en omringd door intimi een vreedzaam einde aan het eigen leven te maken. Het aantal steunbetuigers bedroeg begin 2018 wereldwijd meer dan vijfenveertigduizend. Vanuit conservatieve hoek wordt de organisatie als een bende van ‘zelfmoordenthousiastelingen’ gekarakteriseerd. Zij had begin 2018 acht vaste medewerkers in dienst en kon daarnaast buigen op ruim vijftig vrijwilligers.

## Oprichter
Exit International werd in 1997 in Australië opgericht door Philip Nitschke, een fysicus die tevens geneeskunde gestudeerd en uitgeoefend heeft. Nitschke is de eerste arts ter wereld die legaal euthanasie heeft toegepast. Dat kon door een wet in Australië die maar zeer kortstondig heeft gegolden. Door tegenstanders wordt hij ‘Dr. Death’ genoemd. Hij draagt het in zijn vaderland Australië zwaar aangevallen credo uit dat het recht om te sterven een fundamenteel recht (een ‘mensenrecht’) betreft waarover uiteindelijk alleen het individu zeggenschap heeft. Zijn gevecht om erkend te krijgen dat een mens meester is over het eigen leven en sterven en dat het niet aan een arts is om te bepalen of iemand afscheid van het leven mag nemen, hebben hem na hevig opgelopen geschillen met de overkoepelende Australische artsenfederatie in 2015 doen besluiten om zijn artsenbul te verbranden en achter zijn vijfentwintigjarige loopbaan als arts een punt te zetten.

## Methoden waarop Exit International haar doelstellingen verwezenlijkt

### Workshops
Exit International heeft als doelstelling het verstrekken van informatie aan leden die hen in staat moet stellen ten aanzien van het eigen levenseinde een beslissing te nemen. Door lid te worden verkrijgt men toegang tot workshops, forums en lokale ontmoetingen die gehouden worden in het Verenigd Koninkrijk, Ierland, Canada, de Verenigde Staten, Zwitserland, Nederland, Nieuw-Zeeland en Australië. Begin 2018 werd gewerkt aan een plan om de daaropvolgende jaren doorheen heel Europa workshops te laten plaatsvinden. De belangstelling voor de door Exit International georganiseerde bijeenkomsten houdt ermee verband dat mensen die overwegen om op enig moment uit het leven te stappen – of die betrokken zijn bij mensen die dat overwegen - daar antwoord op vragen kunnen krijgen die in andere gremia niet of nauwelijks bespreekbaar zijn. Om voor een lidmaatschap in aanmerking te komen moet men, naast in staat om alle gevolgen van een levenseindebeslissing te overzien, ouder dan vijftig jaar zijn dan wel ernstig ziek.

### Boeken
Exit International heeft ook een boek uitgebracht, het ‘Peaceful Pill Handbook’ met als auteurs Philip Nitschke en Fiona Stuart. In voornoemd handboek worden de methoden en middelen beschreven die het mogelijk maken om op humane wijze en zonder anderen in gevaar te brengen een einde aan het leven te maken. Ook voor het handboek geldt dat dit slechts verkocht wordt aan personen ouder dan vijftig jaar dan wel aan ernstig zieke personen. Van het ‘Peaceful Pill Handbook’ is een vertaling in het Nederlands, Duits, Frans en Italiaans verschenen. In Nederland wordt het handboek onder de naam “De Vredige Pil” verkocht. Er werd begin 2018 gewerkt aan een vertaling in het Spaans.
In Australië is het Peaceful Pill Handbook sinds 2007 aan censuur onderhevig. Het boek kreeg oorspronkelijk een R18 + -aanduiding, hetgeen betekent dat het boek niet in de schappen van de boekhandel mag worden uitgestald en alleen in gesloten verpakking verkocht mag worden aan mensen van 18 jaar of ouder. Hoger beroep daartegen resulteerde in een algeheel verkoopverbod.
In 2009 meldde de pers dat de Australische regering het online Peaceful Pill-handboek had toegevoegd aan de zwarte lijst die door de Australische Communications and Media Authority werd gebruikt om internettoegang voor inwoners van Australië te filteren. In 2010 heeft een woordvoerster van de regering toegelicht dat de toegang tot de elektronische versie van het Peaceful Pill Handbook geblokkeerd was omdat de daarin vervatte informatie betrekking had op het bezit, de vervaardiging en de invoer van barbituraten.

### Films
In 2004 heeft Exit International de documentairefilm ‘Mademoiselle & the Doctor’ uitgebracht. De film richtte zich op de zoektocht die een gepensioneerde hoogleraar uit Perth, Lisette Nigot, een gezonde 79-jarige vrouw, heeft ondernomen om in eigen regie op humane wijze dood te gaan. Nigot nam een overdosis medicijnen in die ze in de Verenigde Staten had gekocht en stierf, niet lang voor haar 80ste verjaardag. In een brief aan Nitschke die ze bedankte voor zijn steun, schreef ze: "Na 80 jaar van een goed leven, heb ik er genoeg van gehad, Ik wil het stoppen voordat het slecht wordt."

### Tv-reclames
In 2010 werd door de Australische commerciële televisie een betaalde advertentie van Exit International geweigerd waarin een stervende man om euthanasie verzocht. Als reden voor weigering werd aangevoerd dat de advertentie zelfmoord goedkeurde. Soortgelijke tv-commercials werden in 2010 eveneens verboden door het televisiebureau van Canada, na lobbyen door anti-euthanasie-pressiegroepen.

### Billboards
Ook in 2010 werd door Billboards Australia een billboard-reclamecampagne van Exit International geblokkeerd waarvan de boodschap luidde: "85 procent van de Australiërs steunt levensbeëindiging op verzoek, maar onze overheid wil niet luisteren”. De aangevoerde reden om tot blokkering over te gaan was dat medewerking daaraan de medeplichtigheid aan zelfmoord of aanzetten tot zelfmoord zou opleveren. Inschakeling van de mensenrechtenadvocaat Greg Barns heeft Billboards Australië ervan kunnen overtuigen om haar uitspraak gedeeltelijk te herroepen, zulks op basis van Barns’ argument dat de billboards aandrongen op 'politieke verandering' en op geen enkele manier als een overtreding van de wet konden worden beschouwd.

### Technische apparaten
Vanaf het moment dat Nitschke zich met de problematiek rond het vrijwillig levenseinde is gaan bezighouden, heeft hij aandacht geschonken aan technische middelen en methoden om een humane dood in eigen regie mogelijk te maken.
Het begon met de Deliverance Machine, een vorm van een euthanasiemachine, waarbij het ging om software die op een speciale laptop werd geïnstalleerd en met een intraveneuze canule aan de arm van een persoon kon worden verbonden. Het computerprogramma stelde een reeks vragen om te testen of het de persoon menens was met zijn wil om te sterven. Na bevestigend te hebben geantwoord op alle vragen, werd een dodelijke injectie van barbituraten geactiveerd. Op die manier heeft Nitschke in de kortstondige periode dat het in Australië aan een arts was toegestaan om in te gaan op een verzoek om euthanasie vier patiënten geholpen.
Aan het ontwikkelen van de Deliverance Machine lag de gedachte ten grondslag dat zelfs als het een arts wettelijk is toegestaan om een dodelijke injectie te geven, het de voorkeur verdient dat de patiënt zelf de controle over de toediening van de medicijnen heeft. Door de rol van een arts te verminderen, kon een patiënt ook in de beslotenheid van zijn familiekring uit het leven stappen.
De originele Deliverance Machine is permanent te zien in het Science Museum in Londen.
Nitschke is tevens de maker van de CoGen-koolmonoxide generator (of het "Co-Genie apparaat). Het CoGen-apparaat genereert het dodelijke gas koolmonoxide, dat wordt ingeademd met een gezichtsmasker.
Verder heeft Nitschke gezorgd voor een barbituraat testkit als antwoord op de groeiende vraag naar iets om een euthanaticum te testen dat vaak zonder labels vanuit Mexico per post naar buitenlandse Exit International leden werd verzonden. De kits bevatten chemicaliën die van kleur veranderen wanneer ze met het euthanaticum worden gemengd.
In 2012 is Nitschke een bierbrouwerij gestart (Max Dog Brewing) voor het importeren van stikstofcontainers. Deze kunnen behalve voor het brouwen van bier ook worden benut om op een vreedzame, betrouwbare en legale manier het eigen leven te beëindigen. In 2014 gebruikten de Australiërs Valerie Seeger en Claire Parsons de Max Dog-brouwapparatuur om zelfmoord te plegen. Na een twee-en-een-half jaar durend onderzoek is besloten om niet tot vervolging van Nitschke over te gaan. In juni 2017 werden een bejaarde moeder en haar twee dochters dood aangetroffen na het gebruik van de Max Dog Brewing-stikstofcilinders om te sterven. De vrouwen waren alle drie lid van Exit International. Tot justitieel onderzoek heeft dit niet geleid daar het gebruik van stikstofcilinders niet verboden is.
Voor zijn 2015 Edinburgh Fringe comedy show 'Dicing with Dr Death' ontwierp Nitschke weer een ander apparaat dat toe moet laten om op een humane wijze het leven te beëindigen. Het betreft het zelfdodingsapparaat dat de Destiny Machine wordt genoemd. Deze machine gebruikt een microprocessor om koolmonoxidegas vrij te maken. Koolmonoxidegas gaat door als een relatief vreedzaam en betrouwbaar middel om te sterven. Voor koolmonoxide geldt de waarschuwing dat veiligheidsmaatregelen getroffen moeten worden om anderen niet in gevaar te brengen en voorts dat de gebruiker ervan beducht moet zijn voor ernstige hersenschade ingeval hij gevonden wordt op een moment dat nog onvoldoende koolstofmonoxide werd geïnhaleerd.

### Sarco
In 2017 vond Nitschke, in samenwerking met de Nederlandse ontwerper Alexander Bannink de 3D-geprinte zelfmoordcapsule uit, die 'de Sarco-machine' wordt genoemd. De capsule bevat een touchpad en stikstof, en zodra een activeringscode is ingevoerd, wordt aan de persoon een aantal vragen gesteld om zijn wilsbekwaamheid te toetsen. Een juiste beantwoording van de vragen heeft tot gevolg dat stikstof in de capsule stroomt, zuurstof verdringt en kort nadien de dood volgt. De uitvinders hoopten einde 2018 over een volledig functionerende Sarco te kunnen beschikken, met de bedoeling om vervolgens het ontwerp online te plaatsen zodat iedereen die de machine wil bouwen de ontwerpen kan downloaden en met een geschikte 3D printer de Sarco kan printen.
In 2024 werd de capsule voor het eerst gebruikt in Zwitserland, waarbij een 64-jarige Amerikaanse vrouw overleed. Bij de zelfdoding was alleen jurist Florian Willet aanwezig, de directeur van The Last Resort, een Zwitserse organisatie die het proces begeleidde en die speciaal voor de Sarco is opgericht.
Nitschke en ook een Nederlandse fotojournalist werden vervolgens gearresteerd door de Zwitserse politie, evenals enkele personen meer, waaronder Florian Willet. Volgens de Zwitserse organisatie Swissmedic is de Sarco geen therapeutisch apparaat. Mogelijk voldoet de Sarco niet aan de wet in Zwitserland. Op verzoek van Zwitserland werd in Nederland huiszoeking gedaan en werden o.a. computers in beslag genomen en een prototype van de Sarco. Op 5 mei 2025 maakte Willet een eind aan zijn leven, mogelijk vanwege een psychische stoornis. Hij zou 70 dagen in isolatie gevangen hebben gezeten in Zwitserland.